# Acid gadopentetic
Axit Gadopentetic là một trong những tên thương mại cho một thuốc cản quang MRI dựa trên gadolinium, thường là quản lý như một muối của một phức tạp của gadolinium với DTPA (d iethylene t riamine p ent một CETATE) với công thức hóa học A 2 [Gd (DTPA) (H 2 O)]; khi cation A là dạng proton của đường meglumine, muối có tên là "gadopentetate dimeglumine". Nó được mô tả vào năm 1981 bởi Hanns-Joachim Weinmann và các đồng nghiệp  và được giới thiệu là tác nhân tương phản MRI đầu tiên vào năm 1987 bởi Schering AG. Nó được sử dụng để hỗ trợ hình ảnh của các mạch máu và mô bị viêm hoặc bị bệnh nơi các mạch máu bị "rò rỉ". Nó thường được sử dụng khi xem các tổn thương nội sọ với mạch máu bất thường hoặc bất thường trong hàng rào máu não. Nó thường được tiêm tĩnh mạch. Gd-DTPA được phân loại là môi trường tương phản acyclic, ion gadolinium. Đặc tính thuận từ của nó làm giảm thời gian thư giãn T1 (và trong một chừng mực nào đó thời gian thư giãn T2 và T2 *) trong NMR, đây là nguồn gốc của tiện ích lâm sàng. 

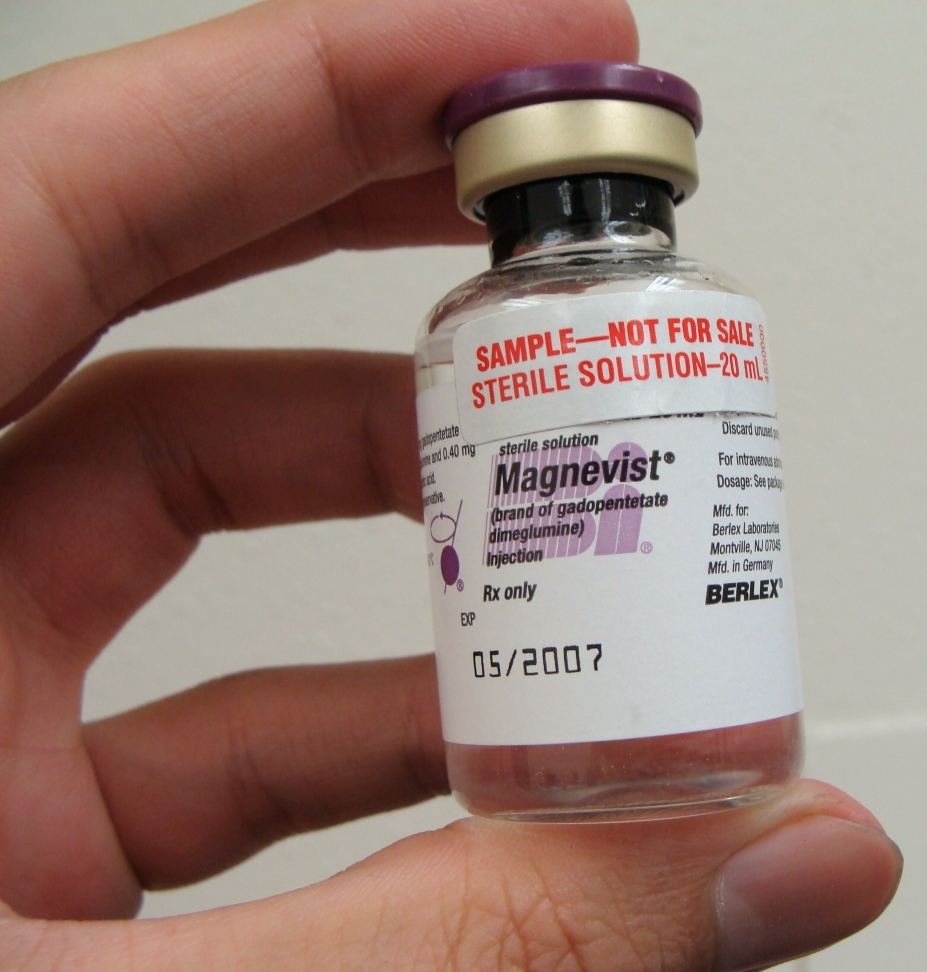
Một chai chất tương phản Magnevist.

Được tiếp thị dưới dạng Magnevist bởi Bayer AG, đây là thuốc tương phản tiêm tĩnh mạch đầu tiên có sẵn cho sử dụng lâm sàng và được sử dụng rộng rãi trên toàn thế giới. Đại lý tương phản được Magnetol sản xuất bởi Isorad, Dotarem (gadoterate) được sản xuất bởi Guerbet, MultiHance (gadobenate dimeglumine) và ProHance (gadoteridol) được sản xuất bởi Bracco, OmniScan (gadodiamide) được sản xuất bởi GE Healthcare, và OPTIMARK (gadoversetamide) được sản xuất bởi Mallinckrodt.
Các tác nhân dựa trên Gadolinium có thể gây ra một phản ứng độc hại được gọi là xơ hóa hệ thống nephrogenic (NSF) ở những bệnh nhân có vấn đề nghiêm trọng về thận.
So với các tác nhân tương phản MRI gadolinium-based khác, Gadopentetate dimeglumine (Gd-DTPA2-) chelate cho phép trì hoãn gadolinium tăng cường cộng hưởng từ của sụn (dGEMRIC). Đặc tính điện tích duy nhất của phức hợp này cho phép các nhà nghiên cứu đo ngược thời gian thư giãn mạng tinh thể vì chúng có liên quan đến nồng độ tập hợp proteoglycan và chuỗi bên glycosaminoglycan tích điện trong sụn khớp.

## Cấu trúc hóa học và phương thức hành động
Trong phức hợp của Bt 3+ và DTPA 5−, ion gadolinium có 9 tọa độ, được bao quanh bởi 3 nguyên tử nitơ và 5 nguyên tử oxy từ các nhóm carboxylate. Vị trí phối hợp thứ chín được chiếm bởi một phân tử nước. Phân tử nước này không bền và trao đổi nhanh với các phân tử nước trong vùng lân cận ngay lập tức của phức hợp gadolinium. Ion gadolinium có 7 electron chưa ghép cặp với các spin song song và có tính thuận từ mạnh với trạng thái tiếp đất điện tử 8 S. Thời gian thư giãn của các phân tử nước bị ảnh hưởng bởi sự liên kết không liên tục của chúng với trung tâm thuận từ. Điều này làm thay đổi các đặc tính MRI của chúng và cho phép tăng cường độ tương phản.